# Kyle Hiebert
Kyle Anthony Hiebert (Winnipeg, Canadá, 30 de julio de 1997) es un futbolista canadiense que juega como defensa en el St. Louis City SC de la Major League Soccer de Estados Unidos.

## Selección nacional
En marzo de 2023 fue convocado por primera vez a la selección de Canadá para de un par de partidos de la Liga de Naciones de la Concacaf como reemplazo del lesionado Kamal Miller. Debutó el 28 de marzo, como suplente, contra Honduras.

### Participaciones en Copas América
| Torneo            | Sede           | Resultado     | Partidos | Goles |
| ----------------- | -------------- | ------------- | -------- | ----- |
| Copa América 2024 | Estados Unidos | Cuarto puesto | 0        | 0     |